# Вінус Лейсі
Вінус Лейсі (англ. Venus Lacy, 9 лютого 1967) — американська баскетболістка.
Олімпійська чемпіонка 1996 року.
Бронзова призерка Панамериканських ігор 1991 року.